# علام نصار
علام نصار (1891م- 1966م) مفتى الديار المصرية الأسبق. تولى المنصب في الفترة من 1950م إلى 1952م.

## مولده ونشأته
ولد بقرية ميت العز مركز قويسنا محافظة المنوفية في 20 فبراير سنة 1891م. دخل كتاب القرية فتعلم القراءة والكتابة، ثم حفظ القرآن الكريم وجوده، ثم التحق بالجامع الأحمدي في طنطا حيث تلقى تعليمه الابتدائي والثانوي، وبعد ذلك اتجه إلى مدرسة القضاء الشرعي وواصل دراسته بها حتى تخرج فيها في سنة 1917م.

## المناصب التي تقلدها
عُين فور تخرجه موظفاً قضائياً بالمحاكم الشرعية، ثم قاضياً شرعيا. وقد ضرب المثل الأعلى في النزاهة والعفة والعدالة. وظل يترقى في سلك القضاء الشرعي حتى حصل على معظم المناصب القضائية، وفي سنة 1947م عُين رئيساً للتفتيش القضائي الشرعي، ثم عُين عضواً بالمحكمة الشرعية العليا، وظل يمارس عمله بالقضاء والتدريس بقسم القضاء الشرعي إلى أن تم اختياره مفتياً للديار المصرية في 4 شعبان سنة 1369 هـ الموافق 21 مايو سنة 1950م ومكث يشغل هذا المنصب حتى 27 جمادى الأولى سنة 1371 هـ الموافق 23 فبراير سنة 1952م.

## وفاته
تُوفي في أكتوبر سنة 1966 م.